# گئو ویدن‌گرن
گئو ویدن‌گرن (به سوئدی: Geo Widengren) (زادهٔ ۱۹۰۷ - درگذشتهٔ ۱۹۹۶) ایران‌شناس و زبان‌شناس زبان‌های ایرانی باستان بود. ویدن‌گرن از استادان دانشگاه اوپسالا واقع در شهر اوپسالا در کشور سوئد بوده‌است. دانشگاه اوپسالا یکی از مهم‌ترین مراکز تربیت علاقه‌مندان به فرهنگ ایران، به‌ویژه ایران باستان در اروپاست که با وجود استادانی مانند نیبرگ، ویدن‌گرن و ویکاندر شاگردان زیادی تربیت کرده‌است. تسلط ویدن‌گرن به زبان‌های اوستایی، پهلوی، ارمنی، ترکی، سانسکریت و سامی موجب شده‌بود تا وی برای شناخت بسیاری از دین‌های مشرق‌زمین به اطلاعات، نتایج و بالاخره استنباط‌های باارزشی دست یابد. به همین خاطر، او در سال ۱۹۴۰، درحالی‌که تنها ۳۳ سال داشت، به مقام استادی دانشگاه معتبر اوپسالا رسید.
عمدهٔ تحقیقات او به‌صورت مقاله است و تنها چند کتاب به رشتهٔ تحریر درآورده‌است. از میان کتاب‌های او کتاب مانی و مانوی‌گری، فئودالیسم در ایران باستان و همچنین کتاب دین‌های ایران باستان به فارسی ترجمه شده‌است. ویدن‌گرن در سال ۱۹۹۶ در ۸۹سالگی درگذشت.